# Tour de Luxembourg 2008
La 68e édition du Tour de Luxembourg a lieu du 4 au 8 juin 2008. La course fait partie du calendrier UCI Europe Tour 2008 en catégorie 2.HC.

## Étapes
| Étape     | Date   | Villes étapes             | type                        | Distance (km) | Vainqueur d'étape   | Leader du classement général |
| --------- | ------ | ------------------------- | --------------------------- | ------------- | ------------------- | ---------------------------- |
| Prologue  | 4 juin | Luxembourg – Luxembourg   | contre-la-montre individuel | 2,4           | Fabian Cancellara   | Fabian Cancellara            |
| 1re étape | 5 juin | Luxembourg                |                             | 177,2         | Juan José Haedo     | Fabian Cancellara            |
| 2e étape  | 6 juin | Schifflange – Differdange |                             | 197           | Ignatas Konovalovas | Fabian Cancellara            |
| 3e étape  | 7 juin | Wiltz – Diekirch          |                             | 172,2         | Michael Albasini    | Joost Posthuma               |
| 4e étape  | 8 juin | Mersch – Luxembourg       |                             | 157           | Salvatore Commesso  | Joost Posthuma               |

## Classements finals
| \| Classement général \| Classement général \| Classement général \| Classement général \| Classement général \| \| Coureur \| Coureur \| Pays \| Équipe \| Temps \| \| ------------------ \| ------------------ \| ------------------ \| ------------------ \| ------------------ \| |         |      |        |       |
| |         |      |        |       |
| |         |      |        |       |
| Classement général |         |      |        |       |
| Coureur | Coureur | Pays | Équipe | Temps |